# Hans Christian Rudolph
Pour les articles homonymes, voir Rudolph.
Hans Christian Rudolph (14 décembre 1943 à Metz - 23 janvier 2014 à Hambourg) est un comédien allemand de théâtre et de télévision. Il fut l'un des piliers du théâtre Thalia de Hambourg.

## Biographie
Hans Christian Rudolph naît le 14 décembre 1943 à Metz, pendant la seconde annexion. Dans les années 1960, il prend des cours de théâtre à Berlin, puis joue successivement dans les théâtres de Essen, de Stuttgart et de Berlin. À Cologne, on le voit dans des productions de Jürgen Flimm, notamment dans des pièces de Bertolt Brecht (Baal), de Goethe (Faust) ou d'Edmond Rostand. En 1976, il incarne ainsi un Christian de Neuvillette saisissant dans Cyrano de Bergerac. 
En 1985, il suit Jürgen Flimm au théâtre Thalia de Hambourg, où il jouera régulièrement jusqu’à la fin. Entre 1991 et 1993, il se produit également au Schaubühne am Lehniner Platz, un théâtre de Berlin. Là, Rudolph joue dans Le Conte d'hiver de Shakespeare, dans une mise en scène de Luc Bondy et dans Der einsame Weg de Arthur Schnitzler, mis en scène par Andrea Breth. À Hambourg, il a aussi bien incarné le roi dans Richard III de Shakespeare, que le personnage de Shylock dans Le Marchand de Venise du même auteur. Rudolph a également joué dans des pièces de Henrik Ibsen, Anton Tchekhov, et de beaucoup d'autres auteurs. 
Si Hans Christian Rudolph s’est concentré sur sa carrière de comédien, il n’a pas méprisé le cinéma, ni la télévision, tenant souvent des rôles secondaires, mais avec conviction et professionnalisme. En 1986, on le voit ainsi incarner le rôle d’un avocat de la défense dans le film de Reinhard Hauff  Stammheim.
Hans Christian Rudolph s’est éteint le 23 janvier 2014, à Hambourg.

## Filmographie[3]

### Cinéma
- 1986 : Stammheim - Die Baader-Meinhof-Gruppe vor Gericht : avocat de la défense

### Téléfilms
- 1978 : Als Hitler das rosa Kaninchen stahl (TV Movie): rôle de Rosenfeld

### Séries télévisées
- 1966 : Herrenhaus : Kadett
- 1969 : Rebellion der Verlorenen
- 1969 : O süße Geborgenheit
- 1969 : Epitaph für einen König
- 1969 : Der Fall Liebknecht-Luxemburg
- 1970 : Die Beichte : Babel
- 1970 : Menschen : Kisselnikow
- 1972 : Zeitaufnahme : Gerd Sigloch
- 1975 : Polly oder Die Bataille am Bluewater Creek : Cawawkee
- 1978 : Die Geburtstagsfeier : Staley
- 1978 : Ein unruhiges Jahr : Gerd Schey
- 1991 : Der einsame Weg : Stephan von Sala
- 1994 : Die Wildente : Gregers Werle
- 2006 : Commissaire Brunetti : professeur Howard Allbright
- 2006 : Die Verlorenen

## Distinctions
- 1989 : Gertrud-Eysoldt-Ring pour Platonov de Tchekhov au théâtre Thalia de Hambourg
- 1996 : Rita-Tanck-Glaser-Schauspielpreis de la Hamburgische Kulturstiftung, fondation culturelle de Hambourg